# Distretto di Simdega
Il distretto di Simdega è un distretto del Jharkhand, in India, di 514 320 abitanti. Il suo capoluogo è Simdega.
Il distretto è stato creato il 30 aprile 2001 e in precedenza faceva parte del distretto di Gumla. Il distretto comprende sette comuni, denominati blocks: Simdega, Kurdeg, Bolba, Thethaitangar, Kolebira, Bano e Jaldega.